# Lady Macbeth de Mtsensk (ópera)
Lady Macbeth del distrito de Mtsensk (título original en ruso, Леди Макбет Мценского уезда transliterado, Ledi Mákbet Mtsénskogo Uyezda Op. 29) es una ópera en cuatro actos con música de Dmitri Shostakóvich. El libreto en ruso fue escrito por Shostakóvich y Aleksandr Preis, inspirándose en la famosa historia homónima de Nikolái Leskov. A veces, a la ópera se la llama informalmente Lady Macbeth cuando no hay posibilidad de confundirla con la ópera de Verdi Macbeth. Se estrenó el 24 de enero de 1934 en el Maly Óperny de Leningrado. Shostakóvich dedicó esta obra, que dura dos horas y media, a su primera esposa, la física Nina Varzar. No se trata de una ópera en el sentido tradicional del término sino de un experimento escénico musical de acción cinematográfica. Narra la historia de una mujer solitaria, en la Rusia del siglo XIX, que se enamora de uno de los sirvientes de su marido y es empujada al suicidio. La obra incorpora elementos del expresionismo y el verismo.

## Historia
El proyecto inicial de Shostakóvich fue escribir una trilogía consagrada a la suerte de la mujer rusa en diferentes épocas. Katerina Izmáilova, la Lady Macbeth de la primera ópera, debía representar a la mujer del siglo XIX viviendo bajo la tiranía de los zares y de una sociedad fuertemente patriarcal, mientras que el último elemento de la trilogía debía ser un himno a la mujer soviética. Pero los contratiempos con las que se encontró la ópera acabaron por convencer a Shostakóvich de que debía renunciar al proyecto.
Shostakóvich comenzó a trabajar sobre esta ópera el 14 de octubre de 1930 y la terminó dos años más tarde, el 17 de diciembre de 1932. El relato de Leskov en el que se inspiró tenía a su vez como fuente otro hecho: una mujer había asesinado de manera atroz a su suegro para obtener la herencia. Leskov había enriquecido esta intriga rodeando a los protagonistas de otros personajes, como Serguéi y Fiódor. Este último desapareció de la ópera, pero Shostakóvich y Preis conservaron el de Serguéi, amante de la heroína.
La ópera se estrenó el 22 de enero de 1934 en el Teatro Maly de Leningrado (hoy San Petersburgo). A pesar de que tuvo, en general, un éxito temprano, tanto a nivel popular como oficial, Lady Macbeth fue considerada como un instrumento de denuncia contra el Partido Comunista a principios del año 1936. El 28 de enero de 1936, Pravda, el diario oficial del Partido Comunista, publicó un editorial titulado «Embrollo en vez de música», donde decía: «El oyente es abrumado desde el primer instante de la ópera por un flujo de sonidos deliberadamente desmañado y embrollado. Amagos de melodía, embriones de frases musicales, se ahogan, escapan y vuelven a ahogarse entre choques, rechinadas y alaridos. Seguir esta "música" es difícil; recordarla es imposible». Se especula que el comentario, anónimo, podría reproducir las palabras del mismo Stalin, y después de su publicación la ópera no volvió a ser representada en veintiséis años. Mucha gente conoce así la ópera principalmente por su papel en la historia de la censura. 
El 26 de diciembre de 1962, Shostakóvich presentó una versión ligeramente modificada de la obra bajo el título de Katerina Izmáilova (en ruso, Kатерина Uзмайлова - Katerina Izmáilova), el nombre del personaje principal, y con un nuevo número de opus (114). Presentaba dos nuevos entreactos, una gran revisión del Acto I escena 3, y otros cambios menores. El reestreno tuvo lugar en el Teatro de Música Académico Stanislavsky y Nemiróvich-Dánchenko. 
Con diversas modificaciones, y atenuando los aspectos más escabrosos de la historia, volvió a representarse el 8 de enero de 1963 con enorme éxito en el Teatro Stanislavski de Moscú.
Aunque Shostakóvich prefería esta última versión, desde su muerte la versión original, posiblemente con algunas revisiones tempranas, es la que más a menudo se representa.
Esta ópera sigue en el repertorio, aunque no figura entre las más representadas; en las estadísticas de Operabase aparece la n.º 73 de las cien óperas más representadas en el período 2005-2010, siendo la 4.ª en Rusia y la primera de Shostakóvich, con 54 representaciones.

## Personajes
| Personaje | Tesitura  | Elenco del estreno, 22 de enero de 1934 (Director: Samuil Samosud) |
| --- | --------- | ------------------------------------------------------------------ |
| Borís Timoféyevich Izmáilov, un comerciante                                                                                            | barítono  | Gueorgui Nikolayévich Orlov                                        |
| Zinovi Borísovich Izmáilov, su hijo | tenor     | Stepán V. Balashov                                                 |
| Katerina Lvovna Izmáilova, esposa de Zinovi Borísovich                                                                                 | soprano   | Agrippina Ivánovna Sokolova                                        |
| Serguéi, un trabajador empleado por los Izmáilov                                                                                       | tenor     | Piotr I. Zassietski                                                |
| Aksinya, una trabajadora empleada por los Izmáilov                                                                                     | soprano   | E. V. Adriánova                                                    |
| Campesino destrozado (borracho del pueblo)                                                                                             | tenor     |                                                                    |
| Trabajador, empleado por los Izmáilov                                                                                                  | tenor     |                                                                    |
| Administrador, un trabajador empleado por los Izmáilov                                                                                 | bajo      | Aleksandr Modéstov                                                 |
| Portero, un trabajador empleado por los Izmáilov                                                                                       | bajo      |                                                                    |
| Primer trabajador, empleado por los Izmáilov                                                                                           | tenor     |                                                                    |
| Segundo trabajador, empleado por los Izmáilov                                                                                          | tenor     |                                                                    |
| Sacerdote | bajo      | Pável Juravlenko                                                   |
| Inspector de policía | bajo      | Alekséi Petróvich Ivanov                                           |
| Nihilista local | tenor     | B. O. Heft                                                         |
| Policía | bajo      |                                                                    |
| Viejo convicto | bajo      | Z. Y. Abbakúmov                                                    |
| Sonietka, una convicta | contralto | N. L. Welter                                                       |
| Una convicta | soprano   |                                                                    |
| Sargento | bajo      |                                                                    |
| Centinela | bajo      |                                                                    |
| Fantasma de Borís Timoféyevich | bajo      | Gueorgui Nikoláyevich Orlov                                        |
| Coro: SATB, partes divididas - Trabajadores y mujeres empleadas por los Izmáilov; Policías; invitados a la boda; convictos y convictas |           |                                                                    |

## Argumento
La historia transcurre en una pequeña ciudad rusa de provincias, a mediados del siglo XIX. No hay otro héroe o personaje positivo en la ópera que la protagonista y por momentos pareciera que el autor justifica sus terribles actos. Katerina es una asesina, pero para el compositor pareciera que no se trata de un ser humano perdido. 

### Acto I
Escena 1: habitación de Katerina
La joven y apasionada Katerina se aburre terriblemente con su esposo, el rico Zinovi, un provinciano comerciante de harina. La vida de la muchacha transcurre en la hacienda de su esposo, perdida en la inmensidad rusa, rodeada de campesinos y sin que nada ni nadie la distraiga en su tremenda monotonía. Zinovi, que hace tiempo dejó de interesarse por su esposa, pasa largas temporadas fuera de su hogar y durante su ausencia, Katerina, queda al cuidado de su despótico y bestial suegro, Borís. Ella se queja de su soledad. Su suegro Borís, enojado por su actitud en respuesta a su manifestación de que los champiñones son su plato favorito, dice que es fallo suyo por no engendrar un heredero. Ella responde que Zinovi no puede darle un hijo - que Borís desprecia; él entonces la amenaza si decide seducir a algún amante joven. Zinovi tiene que marcharse por negocios, y Borís - contra la inclinación de su hijo - hace que Katerina jure ser fiel. 
La llegada de un nuevo empleado, Serguéi, con fama de seductor, abre a Katerina un nuevo horizonte que la saque de su eterna soledad y aburrimiento. Una servidora, Aksinya, habla a Katerina sobre Serguéi.
Escena 2: el patio de los Izmáilov
Serguéi es tan apasionado y fogoso como Katerina. Una mañana, en el patio de la hacienda y delante de todos los empleados, Katerina y Serguéi se enfrentan en una discusión. Serguéi y sus camaradas están acosando sexualmente a Aksinya y Katerina interviene. Ella le reprocha su machismo y afirma que las mujeres son tan valientes y capaces como los hombres. Serguéi está deseando demostrar que ella se equivoca y miden sus fuerzas y comprenden que son semejantes: ambiciosos y carnales; ella cae y Serguéi cae encima. 
Aparece Borís. Dice que ella tuvo un tropezón y Serguéi está intentando ayudarla, cayéndose también. Los otros campesinos la respaldan. Borís sin embargo, sospecha y grita a los campesinos, diciéndoles que vuelvan al trabajo antes de ordenar a Katerina que fría algunos champiñones y amenazando con decirle a Zinovi todo sobre su comportamiento. 
Escena 3: habitación de Katerina
Katerina se prepara para ir a la cama. Serguéi llama a su puerta con la excusa de que él quiere tomar prestado un libro porque no puede dormir, pero Katerina no tiene ninguno, pues no sabe leer. Cuando ella va a cerrar la puerta él sigue intentando seducirla recordándole su forcejeo antes ese día. Él entra en la habitación e intenta violarla. Ella no ofrece mucha resistencia, y hacen el amor. Borís golpea la puerta y confirma que Katerina está en la cama y la encierra. Serguéi queda atrapado en la habitación, y los dos siguen haciendo el amor.

### Acto II
Escena 4: El patio
Una noche una semana más tarde. 
Borís, incapaz de dormir debido a su preocupación por ladrones, pasea por el patio en la oscuridad que precede a la aurora. Recordando sus propios días de juventud como un libertino y conociendo la baja libido de Zinovi, está considerando la posibilidad de seducir a Katerina él mismo para cumplir con las obligaciones maritales de su hijo. Ve a Serguéi subiendo por la ventana de Katerina. Al día siguiente, Borís encierra a Katerina en sus aposentos y castiga a Serguéi a quinientos azotes como si fuera un ladrón y lo encierra; de esta manera se venga de la infidelidad de la joven y de paso, de su frustración por no poder poseerla. Katerina lo ve pero nada puede hacer por detenerlo porque ella permanece encerrada en su habitación. 
Cuando termina el castigo, Borís, extenuado, ordena a su nuera que le prepare algo de comer, diciendo que azotará de nuevo a Serguéi al día siguiente y manda a un criado que llame de vuelta a Zinovi, y que le diga que hay problemas en casa. 
Katerina, llena de odio y furor por el castigo que su amante ha recibido, envenena a Borís con un plato de setas al que previamente le ha añadido raticida. Mientras está moribundo, llama a un sacerdote, ella le quita las llaves para liberar a Serguéi. Llega el sacerdote, llamado por el turno matinal de los trabajadores que encontraron a Borís agonizando: en vano Borís intenta decirle que fue envenenado y cae muerto señalando a Katerina. Katerina, llorando lágrimas de cocodrilo, lo convence de que Borís accidentalmente ha comido setas venenosas y él reza sobre el cuerpo de Borís.
Escena 5: habitación de Katerina
Todo el mundo cree en la muerte accidental de Borís por ingerir setas. La muerte de Borís une aún más a los amantes, pues ahora son cómplices de un asesinato. Ya sin testigos, y prácticamente amos de la hacienda, Katerina y Serguéi dan rienda suelta a sus impulsos.
Serguéi se lamenta de que su asunto tiene que terminar debido al próximo regreso de Zinovi y desea que él y Katerina pudieran casarse - Katerina le asegura que se casarán pero no le dice cómo lo va a conseguir. Entonces Serguéi se duerme; Katerina es entonces atormentada por el fantasma de Borís y no puede dormir. Más tarde ella oye a Zinovi que vuelve. Uno de los sirvientes lo ha llamado, con la noticia de la muerte de su padre. Aunque Serguéi se esconde, Zinovi ve los pantalones de Serguéi y su cinturón y descubre la verdad. Mientras él y Katerina se pelean, él la azota con el cinturón. Al gritar Katerina por ser golpeada, Serguéi sale y se enfrenta a Zinovi, quien entonces intenta escaparse y llama a los criados. Katerina detiene a Zinovi: ella y Serguéi entonces lo estrangulan, y lo remata Serguéi con un golpe en la cabeza con un pesado candelabro. Amparándose en la oscuridad de la noche, los amantes ocultan el cadáver de Zinovi en la bodega de la hacienda.

### Acto III
Escena 6: cerca de la bodega
Zinovi es dado legalmente como desaparecido. Katerina y Serguéi deciden casarse, pero ella está atormentada por el hecho de que el cadáver de Zinovi está escondido en la bodega. Serguéi le da confianza y se marchan a la ceremonia nupcial. Aprovechando la confusión de la fiesta, un harapiento y sempiterno borracho se cuela por entre los invitados hasta alcanzar la bodega y una vez allí, en lugar de encontrar cubas de vino, se topa con el cadáver a medio descomponer de Zinovi. El borrachín, horrorizado, sale de la bodega gritando y llama a la policía. 
Escena 7: la comisaría de policía
La policía se está quejando de que no los han invitado a la boda y en vano intentan distraerse atormentando a un maestro de escuela "nihilista" cuando llega el campesino y les da la oportunidad de vengarse. 
Escena 8: el jardín de los Izmáilov
Todo el mundo está borracho en la boda. Katerina ve abierta la puerta de la bodega, pero llega la policía y ella y Serguéi intentan escapar.

### Acto IV
Escena 9. Un campo de convictos temporal cerca de un puente
Siberia. Los presidiarios caminan a través de la inmensa estepa cubierta de nieve. Hombres y mujeres marchan en grupos separados. A pesar de que las condiciones de los condenados son muy duras, la pasión amorosa de Katerina por Serguéi permanece intacta. La amante soborna continuamente a los centinelas para poder estar cerca de Serguéi, hasta quedar totalmente arruinada. Serguéi, por su parte, alimenta un gran rencor hacia la mujer que le hizo perder la libertad y le echa la culpa de todo. Después de que ella se marche, Serguéi intenta seducir a otra convicta, la atractiva Sonietka. Ella exige un par de medias como precio. 
Serguéi, cínicamente, le pide a Katerina sus medias de lana pues dice tener frío. Katerina, a pesar de estar medio congelada y enferma, se las entrega gustosa. Serguéi, a la vista de todos, le regala las medias a Sonietka haciendo que su antigua amante caiga en un estado de dolor y frustración que la hunden en la locura. Sonietka y los otros convictos se burlan de Katerina, quien empuja a Sonietka a un río helado, cayendo ella misma. La fila de convictos sigue adelante.

## Reacciones críticas
Una crítica de la obra se centraba en su contenido sexual, particularmente en la manera en que la acción está representada por la música. Una crítica de 1935 en el New York Sun, la llamó «pornofonía», refiriéndose a la morbosa música descriptiva en las escenas sexuales. Stravinski describió la ópera como «lamentablemente provinciana», considerando que el retrato musical es primitivamente realista.
El empujón de la crítica del Pravda fue en términos de moralidad; condenó la simpatía que se mostraba por la asesina. Esta crítica se vio reavivada de otra manera por Richard Taruskin en un artículo del año 1989 donde interpreta la obra dentro del contexto de la campaña de Stalin contra los kuláks en 1930, considerando su retrato de los asesinatos de los parientes kuláks de Katerina como «una justificación del genocidio». Daniil Zhitómirski acusa a la obra de ser una «sátira primitiva» en su tratamiento del sacerdote y la policía, pero reconoce la «increíble fuerza» de la última escena.
Para defenderse de las críticas del Pravda el compositor justificó la simpatía con que se describe a Katerina replicando que ella era una víctima de las circunstancias de la opresiva Rusia anterior a la revolución.
A pesar de que el autor dijo que la ópera había sido pensada para cuestionar la corrupción mercantil de la Rusia zarista prerrevolucionaria, era obvio para el gobierno que las cuestiones planteadas como de la época zarista aún continuaban existiendo en la Rusia estalinista.
La ópera fue muy mal recibida por el régimen soviético, el cual no aceptaba el humor ni la sátira en la ópera y no permitía que ese tipo de temas aparecieran en un contexto moderno porque eso sería una manera de insinuar que esos malos ejemplos continuaban teniendo vigencia.
La escena de los trabajos forzados, la de la burla a la policía, la delación cuando el campesino ebrio delata a la protagonista, los miembros de la familia que se pegan y se envenenan entre ellos, nada de eso generaba una imagen positiva de la Rusia del momento.
Shostakóvich pretendía que fuera la primera parte de una futura tetralogía al estilo wagneriano dedicada a la situación de la mujer en diversas épocas de Rusia, pero después de la prohibición de esta obra nunca más volvió a componer óperas.

## Discografía
| Año  | Elenco (Katerina, Borís, Serguéi, Zinovi, Preso anciano, Sonietka, Sargento)                                                         | Director, Teatro y orquesta                                                      | Sello discográfico  |
| ---- | --- | -------------------------------------------------------------------------------- | ------------------- |
| 1976 | Gloria Lane, Kari Nurmela, William Cochran, Georgi Tcholakov, Maurizio Mazzieri, Anna di Stasio, Dimitri Lopatto                     | Yuri Ahronovitch, Orquesta y coro de la RAI de Roma                              | Opera d'Oro         |
| 1979 | Galina Vishnévskaya, Dimiter Petkov, Nicolai Gedda, Werner Krenn, Alexander Malta, Birgit Finnilä, Aage Haugland                     | Mstislav Rostropóvich, Filarmónica de Londres y Coro Ambrosiano                  | EMI                 |
| 1989 | Gisela Zipola, Alexander Zagrebelny, Sergei Doubrovin, Vladimir Gourov, Anatoli Kotcherga, Galina Touftina, Alexander Ciuliuk-Zagrai | Stephan Tourtchak, Orquesta y coro de la Ópera de Kiev                           | Chant du Monde      |
| 1993 | María Ewing, Aage Haugland, Sergei Larin, Philip Langridge, Kurt Moll, Elena Zaremba, Anatoly Kotcherga                              | Myung-Whun, Orquesta y coro de la Ópera de la Bastilla de París                  | Deutsche Grammophon |
| 2002 | Nadine Secunde, Anatoly Kotcherga, Christopher Ventris, Francisco Vas, Evgeny Nesterenko, Nino Surguladze, Juha Kotilainen           | Alexander Anissimov, Orquesta y coro del Teatro del Liceo de Barcelona           | EMI en DVD          |
| 2006 | Eva Maria Westbroek, Vladimir Vaneev, Christopher Ventris, Ludovit Ludha, Vladimir Vaneev, Lani Poulson, Nikita Storojev             | Mariss Jansons, Orquesta Concertgebouw de Ámsterdam Coro de la Nederlandse Opera | OPUS ARTE en DVD    |